# The Noid
The Noid es un personaje publicitario de Domino's Pizza. Fue creado en los años 80 y revivido brevemente varias veces. Vestido con un traje rojo, ceñido a la piel y con orejas de conejo con una N negra inscrita en un círculo blanco en el pecho, el Noid es una manifestación física de todos los desafíos de entregar una pizza en 30 minutos, aunque persistente, sus esfuerzos se ven frustrados en repetidas ocasiones.

## Historia
The Noid fue creado en 1986 por Group 243.  El Grupo 243 contrató a Will Vinton Studios para dibujar el Noid y animar los anuncios    usando animación con plastilina. Los anuncios utilizan el lema "Evita el Noid". Sus efectos vocales corrieron a cargo de Pons Maar. La mayoría de los anuncios fueron narrados por Andre Stojka.

## Incidente de rehenes de Chamblee
El 30 de enero de 1989, Kenneth Lamar Noid, un hombre con problemas mentales que creía que la campaña publicitaria “Evita al Noid” estaba dirigida personalmente contra él, entró a un local de Domino’s en Chamblee, Georgia. Armado con un revólver .357 Magnum, Noid tomó como rehenes a dos empleados durante más de cinco horas.Después de despotricar contra los empleados diciendo que el entonces propietario de Domino’s, Tom Monaghan, era un fraude y le había robado su nombre, los obligó a llamar a la sede de Domino’s para exigir $100,000 dólares y una limusina blanca como medio de escape. 
Luego, ofreció intercambiar a un rehén por una copia de The Widow’s Son, una novela del autor posmoderno estadounidense Robert Anton Wilson, publicada en 1985. Sin embargo, cuando el policía se la trajo, Noid cambió de idea y no la quiso más.
Después, Noid tuvo hambre y obligó a los empleados cautivos a prepararle dos pizzas; mientras comía las pizzas con el arma en su regazo, los rehenes lograron escapar. Noid se rindió ante la policía poco después. Durante el incidente, Noid disparó dos veces, ambas balas impactaron en el techo.
Noid fue acusado de secuestro, agresión agravada, extorsión y posesión de arma de fuego durante un delito. Fue declarado inocente por demencia.   Posteriormente, Noid pasó un tiempo en una institución mental, pero se suicidó el 23 de febrero de 1995. 
Se creía ampliamente que este incidente había provocado que Domino's Pizza descontinuara la publicidad utilizando al Noid como mascota,  pero esta afirmación ha sido rechazada por la compañía y sus publicistas. 